# Туголуково
Туголу́ково — село в Жердевском районе Тамбовской области России. Административный центр Туголуковского сельсовета.

## География
Село находится на юго-западе Тамбовской области, на расстоянии 75,2 км на юг от Тамбова. Имеет придолинное расположение, по территории села протекает река Савала.
Уличная сетьв селе 17 улиц.
Расстояние до
- районного центра Жердевка — 17 км.
- областного центра Тамбов — 89 км.
- столицы Москва 507 км[5].

Ближайшие населенные пункты
Дорогая 2 км, Старое Туголуково 4 км, Осиновка 4 км, Чикаревка 5 км, Бредихино 5 км, Петровское 5 км, Тафинцево 7 км, Волхонщина 7 км.
Транспорт
Транспортное обеспечение в основном автомобильное. Автобус Туголуково — Тамбов, в близлежащие села ежедневно идет несколько маршрутных такси. Железнодорожная станция Жердевка находится в 17 км от Туголукова.
Климат
Село расположено в умеренно климатическом поясе. Климат умеренно континентальный, с тёплым летом и холодной зимой. Средняя температура января −11° C, июля +20° C. Средняя годовая температура составляет 6° C. Осадков около 500 мм в год.

## История
В 1719 году в селе Туголуково впервые было учтено мужское население на берегу реки Савала, где были зарегистрированы 9 человек: (Трифон Туголуков, Потап и Тимофей Волосатовы, Никифор и Федор Струковы, Марк Костин, Михаил Кузьмин, Дмитрий Попов и Фатей Семилетов). Село впервые значится в документах ревизской сказки 1745 года: деревня именовалась Туголукова, в ней проживали однодворцы, стояло 73 дома, в которых проживало 258 мужчин (женщины при переписи не учитывались), переселившихся на это место в разное время и из разных мест.
Во втором томе книги «Россия. Полное географическое описание нашего отечества», вышедшей под общим руководством П. П Семёнова-Тян-Шанского в 1902 году, упоминается село Туголуково. К тому времени в нём насчитывалось 4,5 тысяч жителей. В селе имелось волостное правление, школа, несколько лавок. Число жителей и тот факт, что в селе ежегодно проходили 3 ярмарки, говорит о том, что село было большим, и в нём была церковь со своим приходом.
Название села имеет несколько версий. Одна из них состоит в том, что село было основано казаками и гнули они на заказ особенно тугие луки. Вторая версия основана на научных данных: ранее существовала практика давать имя поселению по фамилии самого старшего из первых поселенцев. Вероятно, Трифон Туголуков был старше других жителей, поэтому село получило название Туголуково.
В 1902 году в селе построена церковь, открыта церковно-приходская школа в 1863 году. Деревня получает статус села.
В годы советской власти в селе был организован колхоз, который затем стал совхозом. В 1990 году колхоз «Гигант» — многоотраслевое хозяйство, имевшее 8181 га земли. В колхозе работали три молочных фермы и 960 коров, на трех других выращивали телят, было специальное отделение по выращиванию свиней.

## Население
| 2002 | 2010  |
| ---- | ----- |
| 1128 | ↘1088 |

Известные люди
Иван Тимофеевич Фиолетов (1884, село Туголуково, Тамбовской области, расстрелян 20 сентября 1918) — деятель российского революционного движения. Председатель исполкома Бакинского совета, в 1918 комиссар внутренних дел, затем комиссар продовольствия Бакинской коммуны. Расстрелян в числе 26 бакинских комиссаров.

## Инфраструктура
В селе работает крестьянское хозяйство «Гигант» (растениеводство, выращивание скота, переработка), ООО «Урожай», ООО «Лидер» (масложировая продукция), работают индивидуальные предприниматели, есть развитая торговая сеть, детский сад, сельский ДК, фельдшерский пункт, библиотека, общеобразовательная школа. Есть сотовая связь, цифровое телевидение и интернет.
На базе школы создан известный в Тамбовской области «Музей истории села Туголуково». В музее собрано около 320 экспонатов: интересных археологических находок из курганных групп возле Туголуково, исторических документов, предметов быта и монет XVII – XVIII веков.

## Достопримечательности
В селе находится святой источник, посещаемый верующими и туристами.